# Elevation (Black Eyed Peas)
| Recensione | Giudizio |
| ---------- | -------- |
| AllMusic   |          |

Elevation è il nono album in studio del gruppo musicale statunitense Black Eyed Peas, pubblicato l'11 novembre 2022 dalla Epic Records.

## Tracce
1. Simply the Best (con Anitta ed El Alfa) – 3:56 (William Adams, Allan Pineda, Damien Leroy, Denis Zet, Emmanuel Herrera Batista, Jacqueline Hucke, Jerry Ropero, Jimmy Luis Gomez)
2. Muevelo (con Anuel AA e Marshall Jefferson) – 4:14 (William Adams, A. Ridha, Allan Pineda, Danny Ocean, Emmanuel Gazmey Santiago, Jimmy Luis Gomez, Marshall Julius Jefferson)
3. Audios – 3:40 (William Adams, Yonatan Goldstein, A. Ridha, Allan Pineda, Jean Baptiste, Jimmy Luis Gomez, Tatiana Randel, Terence DeCarlo Coles)
4. Double D'Z (con J. Rey Soul) – 3:20 (William Adams, Yonatan Goldstein, Antonin Georges Malherbe Didier, Keith Harris)
5. Bailar contigo (con Daddy Yankee) – 3:43 (William Adams, Yonatan Goldstein, Allan Pineda, Antonio Nunzio Catania, Jimmy Luis Gomez, John Paul Larkin, Ramon Luis Ayala Rodriguez)
6. Get Down (con Nicky Jam) – 3:52 (William Adams, Yonatan Goldstein, Allan Pineda, Andrés Jael Correa Rios, Gerald Oscar Jimenez, Jimmy Luis Gomez, Juan Salinas, Nick Rivera Caminero, Oscar Salinas)
7. Dance 4 U – 4:35 (William Adams, Will Simms, A. Ridha, Allan Pineda, Amelia Payne, Daniel Ferrari-Lane, Dantae Johnson, Greg Simon West, Jimmy Luis Gomez, Kenneth 'Keni' Burke, Kenneth Gamble)
8. Guarantee – 3:40 (William Adams, Yonatan Goldstein, Allan Pineda, Jimmy Luis Gomez, Jonathan Spencer Wilson)
9. Filipina Queen (con J. Rey Soul) – 3:30 (William Adams, Yonatan Goldstein, Allan Pineda, Jean Baptiste, Salmin Kasimu Maengo)
10. Jump – 3:36 (William Adams, Yonatan Goldstein)
11. In The Air – 3:40 (William Adams, Allan Pineda, Allen Jones, Andres Titus, Ben Cauley, Giampaolo Parisi, Jaime Gomez, James Alexander, Jimmy Luis Gomez, Johnny "Hammond" Smith, Marco Parisi, Stacy Ferguson, William McLean)
12. Fire Starter – 3:14 (William Adams, Yonatan Goldstein, Allan Pineda, Jimmy Luis Gomez)
13. No One Loves Me (con Nicole Scherzinger) – 4:23 (William Adams, Allan Pineda, Damien Leroy, James Brown, Jimmy Luis Gomez, Keith Harris)
14. Don't You Worry (con Shakira e David Guetta) – 3:14 (William Adams, Allen Pineda, David Guetta, Jimmy Luis Gomez, Johnny Goldstein, Mikkel Cox, Shakira, Tobias Frederiksen)
15. L.O.V.E. (con Ozuna) – 3:57 (William Adams, Yonatan Goldstein, Allan Pineda, Jan Carlos Ozuna, Jimmy Luis Gomez)

Durata totale: 56:34

## Classifiche

### Classifiche settimanali
| Classifica (2023) | Posizione massima |
| ----------------- | ----------------- |
| Francia           | 89                |
| Italia            | 44                |

### Classifiche di fine anno
| Classifica (2023) | Posizione |
| ----------------- | --------- |
| Italia            | 96        |